# Adone Zoli

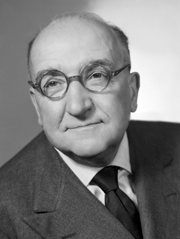
Adone Zoli

Adone Zoli (* 16. Dezember 1887 in Cesena; † 20. Februar 1960 in Rom) war ein italienischer Politiker. Er war vom 19. Mai 1957 bis zum 19. Juni 1958 italienischer Ministerpräsident.
Zoli studierte Jura an der Universität Bologna und war danach Rechtsanwalt. Im Jahre 1919 trat er in die katholische PPI von Luigi Sturzo ein. Er vertrat dort antifaschistische Ansichten. Im Jahre 1926 wurde die PPI verboten. Nach dem Sturz Mussolinis am 25. Juli 1943 war Zoli Mitglied des Befreiungsrats in Florenz. Er war Gründungsmitglied der am 15. Dezember 1943 gegründeten Democrazia Cristiana.  
Bei den Parlamentswahlen am 18. April 1948 wurde Zoli in den Senat gewählt, dem er während drei Legislaturperioden bis zu seinem Tod 1960 angehörte.  Von März 1950 bis Juli 1951 war Zoli einer der fünf Vizepräsidenten des Senats. Vom 26. Juli 1951 bis zum 7. Juli 1953 war er Justizminister und vom 18. Januar 1954 bis zum 10. Februar 1954 Finanzminister Italiens. 
Nach dem Tod Alcide de Gasperis wurde Zoli 1954 Präsident des nationalen Rats der Democrazia Cristiana. Dies war das formell höchste Parteiamt, das politische Tagesgeschäft wurde jedoch vom Segretario nazionale geführt, dies war seinerzeit Amintore Fanfani bzw. ab 1959 Aldo Moro. Vom 19. Februar 1956 bis zum 1. Juli 1958 war Zoli Haushaltsminister (Ministro del bilancio), zunächst im Kabinett von Antonio Segni; am 19. Mai 1957 wurde Zoli auch Ministerpräsident. 
Seiner Regierung gehörten nur Minister der Democrazia Cristiana an, die jedoch im Parlament nicht über die Mehrheit verfügte. Sie war daher auf die Stimmen von außerhalb des republikanischen „Verfassungsbogens“ (arco costituzionale) stehenden Parteien angewiesen: der Partito Nazionale Monarchico (PNM) und des neofaschistische Movimento Sociale Italiano (MSI). Um sich die Unterstützung des letzteren zu sichern, erlaubte Zolis Regierung im August 1957, den Leichnam des faschistischen Diktators Benito Mussolini in ein Familiengrab in Predappio zu überführen, das mit faschistischen Symbolen geschmückt wurde und sich zur Pilgerstätte für Alt- und Neofaschisten entwickelte.
Bei den Parlamentswahlen am 25. Mai 1958 steigerte sich die DC auf 42,36 Prozent der Stimmen. Einen Monat später wurde Zoli als Ministerpräsident von Amintore Fanfani abgelöst, der wieder eine Koalition mit der sozialdemokratischen PSDI einging.